# Сьєрра-Мадре (Каліфорнія)
Сьєрра-Мадре (англ. Sierra Madre) — місто (англ. city) в США, в окрузі Лос-Анджелес штату Каліфорнія. Населення — 11 268 осіб (2020).

## Географія
Сьєрра-Мадре розташована за координатами 34°10′8″ пн. ш. 118°3′1″ зх. д. / 34.16889° пн. ш. 118.05028° зх. д. (34.168771, -118.050216).  За даними Бюро перепису населення США в 2010 році місто мало площу 7,66 км², з яких 7,65 км² — суходіл та 0,01 км² — водойми.

### Клімат
| Клімат : Сьєрра-Мадре   | Клімат : Сьєрра-Мадре | Клімат : Сьєрра-Мадре | Клімат : Сьєрра-Мадре | Клімат : Сьєрра-Мадре | Клімат : Сьєрра-Мадре | Клімат : Сьєрра-Мадре | Клімат : Сьєрра-Мадре | Клімат : Сьєрра-Мадре | Клімат : Сьєрра-Мадре | Клімат : Сьєрра-Мадре | Клімат : Сьєрра-Мадре | Клімат : Сьєрра-Мадре | Клімат : Сьєрра-Мадре |
| Показник                | Січ.                  | Лют.                  | Бер.                  | Квіт.                 | Трав.                 | Черв.                 | Лип.                  | Серп.                 | Вер.                  | Жовт.                 | Лист.                 | Груд.                 | Рік                   |
| Абсолютний максимум, °C | 33,9                  | 33,3                  | 36,7                  | 40,6                  | 40,0                  | 45,0                  | 47,8                  | 47,2                  | 43,9                  | 42,2                  | 38,3                  | 33,9                  | 47,8                  |
| Середній максимум, °C   | 20,3                  | 21,2                  | 23,0                  | 24,9                  | 26,4                  | 29,0                  | 31,8                  | 32,8                  | 32,3                  | 28,3                  | 23,7                  | 20,0                  | 26,2                  |
| Середній мінімум, °C    | 7,9                   | 8,4                   | 9,7                   | 11,0                  | 13,1                  | 14,1                  | 17,2                  | 17,6                  | 16,9                  | 14,1                  | 10,2                  | 6,7                   | 11,4                  |
| Абсолютний мінімум, °C  | −6,1                  | −3,3                  | −1,7                  | −0,6                  | 0,0                   | 5,0                   | 7,2                   | 6,1                   | 5,0                   | 2,2                   | −3,3                  | −3,9                  | −6,1                  |
| Днів з дощем            | 7,2                   | 6,7                   | 7,7                   | 4,1                   | 2,8                   | 1,6                   | 0,5                   | 0,7                   | 1,7                   | 2,6                   | 3,4                   | 4,8                   | 43,8                  |
| ----------------------- | --------------------- | --------------------- | --------------------- | --------------------- | --------------------- | --------------------- | --------------------- | --------------------- | --------------------- | --------------------- | --------------------- | --------------------- | --------------------- |
| Джерело: NOAA           |                       |                       |                       |                       |                       |                       |                       |                       |                       |                       |                       |                       |                       |

## Демографія
Згідно з переписом 2010 року, у місті мешкало 10 917 осіб у 4837 домогосподарствах у складі 2872 родин. Густота населення становила 1425 осіб/км².  Було 5113 помешкання (668/км²).
Расовий склад населення:
| - 82,1 % — білих - 7,6 % — азіатів - 1,8 % — чорних або афроамериканців - 0,4 % — корінних американців - 0,1 % — вихідців з тихоокеанських островів - 3,6 % — осіб інших рас |

До двох чи більше рас належало 4,3 %. Частка іспаномовних становила 14,9 % від усіх жителів.
За віковим діапазоном населення розподілялося таким чином: 19,2 % — особи молодші 18 років, 63,4 % — особи у віці 18—64 років, 17,4 % — особи у віці 65 років та старші. Медіана віку мешканця становила 46,6 року. На 100 осіб жіночої статі у місті припадало 89,8 чоловіків;  на 100 жінок у віці від 18 років та старших — 86,3 чоловіків також старших 18 років.
Середній дохід на одне домашнє господарство  становив 124 192 долари США (медіана — 92 384), а середній дохід на одну сім'ю — 148 953 долари (медіана — 116 000). Медіана доходів становила 88 983 долари для чоловіків та 56 406 доларів для жінок. За межею бідності перебувало 5,7 % осіб, у тому числі 5,0 % дітей у віці до 18 років та 5,0 % осіб у віці 65 років та старших.
Цивільне працевлаштоване населення становило 5533 особи. Основні галузі зайнятості: освіта, охорона здоров'я та соціальна допомога — 27,0 %, науковці, спеціалісти, менеджери — 16,9 %, фінанси, страхування та нерухомість — 11,0 %, виробництво — 8,3 %.